# أحمد راشد (لاعب كرة قدم مواليد 1988)
أحمد راشد علي (مواليد 10 يوليو 1988) لاعب كرة قدم إماراتي يجيد اللعب في الوسط.
لعب سابقاً لأندية دبا الفجيرة والفجيرة و نادي دبا الحصن .

## روابط خارجية
- أحمد راشد علي على موقع قاعدة بيانات كرة القدم.إي يو (الإنجليزية)
- أحمد راشد علي على موقع Soccerway.com (الإنجليزية)